# Lepthyphantes exvaginatus
Lepthyphantes exvaginatus is een spinnensoort in de taxonomische indeling van de hangmatspinnen (Linyphiidae).
Het dier behoort tot het geslacht Lepthyphantes. De wetenschappelijke naam van de soort werd voor het eerst geldig gepubliceerd in 1984 door Christa L. Deeleman-Reinhold.